# WCW New Blood Rising
New Blood Rising fue un evento emitido por PPV de lucha libre profesional producido por la World Championship Wrestling en el 2000. Tuvo lugar el 13 de agosto de 2000 en el Pacific Coliseum en Vancouver.

## Resultados
- 3 Count (Evan Karagias, Shannon Moore & Shane Helms) (con Tank Abbott) derrotaron a The Jung Dragons (Kaz Hayashi, Jamie-San & Yun Yang) en un Ladder match (11:32)
  - 3 Count ganó después de que Karagias descolgase el contrato.
- Ernest Miller derrotó a The Great Muta (6:47)
  - Miller cubrió a Muta después de que Tygress golpease a Muta con una silla de acero.
- Buff Bagwell derrotó a Kanyon en un Judy Bagwell on a Forklift match (6:45)
  - Bagwell cubrió a Kanyon después de un «Buff Blockbuster»
  - Durante la pelea, David Arquette interfirió a favor de Kanyon.
- KroniK (Brian Adams & Bryan Clark) derrotaron a The Perfect Event (Shawn Stasiak & Chuck Palumbo), Sean O'Haire & Mark Jindrak y a The Misfits In Action (General Rection & Cpl. Cajun) reteniendo el Campeonato Mundial en Parejas de la WCW (con The Filthy Animals  (Disco Inferno, Tygress y Rey Misterio, Jr.) como árbitros especiales) (12:22)
  - Adams cubrió a Palumbo después de un «Total Meltdown» después que Lt. Loco realizara la cuenta de tres con la camisa de árbitro.
- Billy Kidman derrotó a Shane Douglas (con Torrie Wilson) en un Strap match (8:22)
  - Kidman cubrió a Douglas después de un «Kid Crusher»
  - Durante la lucha, Wilson interfirió a favor de Douglas.
  - Después de la lucha, Douglas y Wilson atacaron a Kidman, pero fueron detenidos por Big Vito.
- Major Gunns derrotó a Ms. Hancock en un Mud Rip off the Clothes match (6:43)
  - Gunns ganó cuando desnudó a Hancock y la cubrió en el lodo.
- Sting derrotó a The Demon (0:52)
  - Sting cubrió a Demon después de un «Scorpion Deathdrop».
  - Después de la lucha, Vampiro & The Great Muta atacaron a Sting, pero fueron detenidos por  KroniK (Brian Adams & Bryan Clark).
- Lance Storm derrotó a Mike Awesome (con Jacques Rougeau como árbitro especial) en un Canadian Rules match reteniendo el Campeonato de los Estados Unidos de la WCW (11:28)
  - Storm ganó cuando Rougeau atacó a Awesome, quien no pudo levantarse antes de la cuenta de 10.
- Vampiro & The Great Muta derrotaron a KroniK (Brian Adams & Bryan Clark), ganando el Campeonato Mundial por Parejas de la WCW (9:06)
  - Muta cubrió a Clark después de un "Moonsault".
  - Durante la lucha, The Harris Brothers interfirieron y atacaron a KroniK.
- Kevin Nash derrotó a Goldberg y Scott Steiner (con Midajah)(10:48)
  - Nash cubrió a Steiner después de una «Jacknife Powerbomb»
  - Durante la lucha, Midajah interfirió a favor de Steiner.
  - Durante la lucha, Goldberg abandonó la lucha después de tener un careo con Vince Russo.
  - Como resultado, Nash ganó una oportunidad por el Campeonato Mundial Peso Pesado de la WCW.
- Booker T derrotó a Jeff Jarrett reteniendo el Campeonato Mundial Peso Pesado de la WCW (14:30)
  - Booker cubrió a Jarrett después de un «Book End»